# Racing Club de Cannes
Il Racing Club de Cannes è una società pallavolistica femminile francese con sede a Cannes: milita nel campionato di Ligue A.

## Storia
Pur essendo uno dei più antichi club pallavolistici di tutta Europa (fu fondato nel 1922), visse un primo periodo di buoni risultati a cavallo tra gli anni sessanta e i settanta. Fu però negli anni novanta che raggiunse la popolarità, dapprima in Francia e, successivamente, in Europa, infilando un'importante serie di successi.
Nel 1990 fu promossa in LNV Pro A; conseguì fin dall'inizio buoni risultati. Vinse i suoi primi due titoli nazionali nel 1995 e nel 1996. Sempre nel 1996 si aggiudicò la sua prima Coppa di Francia, che a partire da quell'anno vinse regolarmente, con la sola eccezione del 2002. Primeggiò anche in Europa, con le due Coppe dei Campioni vinte nel 2002 e nel 2003 e, soprattutto, in campionato, inanellando una serie di diciotto vittorie consecutive. All'inizio della stagione 2019-20 conquistò la sua prima Supercoppa francese.

## Rosa 2019-2020
| N° | Nome              | Ruolo | Data di nascita   | Nazionalità sportiva |
| -- | ----------------- | ----- | ----------------- | -------------------- |
| 1  | Myriam Kloster    | C     | 4 agosto 1989     | Francia              |
| 2  | Clara Feresin     | C     | 29 giugno 2002    | Francia              |
| 3  | Noemi Signorile   | P     | 15 febbraio 1990  | Italia               |
| 4  | Ana Starčević     | S     | 24 marzo 1986     | Croazia              |
| 5  | Niamh Davies      | O     | 7 gennaio 2003    | Regno Unito          |
| 7  | Luna Carocci      | L     | 10 luglio 1988    | Italia               |
| 8  | Chloé Mayer       | C     | 18 luglio 1997    | Francia              |
| 9  | Ludivine Casali   | S     | 6 novembre 1998   | Francia              |
| 10 | Mira Todorova     | C     | 12 aprile 1994    | Bulgaria             |
| 12 | Ottavia Hieulle   | L     | 30 luglio 1999    | Francia              |
| 13 | Katharina Holzer  | S     | 29 giugno 1988    | Austria              |
| 14 | Ljiljana Ranković | S     | 8 aprile 1993     | Serbia               |
| 15 | Islen Castillo    | C     | 16 marzo 1999     | Cuba                 |
| 16 | Nadija Kodola     | S     | 29 settembre 1988 | Ucraina              |
| 17 | Sarah Knol        | O     | 18 gennaio 2001   | Paesi Bassi          |
| 18 | Giorgia Faraone   | L     | 6 luglio 1994     | Italia               |
| 19 | Fatou Diouck      | O     | 19 giugno 1985    | Francia              |
| 20 | Amanda Coneo      | S     | 20 dicembre 1996  | Colombia             |

## Palmarès
- Campionato francese: 21

1994-95, 1995-96, 1997-98, 1998-99, 1999-00, 2000-01, 2001-02, 2002-03, 2003-04, 2004-05,
2005-06, 2006-07, 2007-08, 2008-09, 2009-10, 2010-11, 2011-12, 2012-13, 2013-14, 2014-15,
2018-19
- Coppa di Francia: 20

1995-96, 1996-97, 1997-98, 1998-99, 1999-00, 2000-01, 2002-03, 2003-04, 2004-05, 2005-06,
2006-07, 2007-08, 2008-09, 2009-10, 2010-11, 2011-12, 2012-13, 2013-14, 2015-16, 2017-18
- Supercoppa francese: 1

2019
- Champions League: 2

2001-02, 2002-03